# Hanna Glas
Hanna Glas (født 16. april 1993) er en svensk fodboldspiller, der spiller som angriber for Paris Saint-Germain og Sveriges kvindefodboldlandshold.